# Marie Bouzková
Marie Bouzková (Praga, 21 de juliol de 1998) és una tennista txeca.
En el seu palmarès consten un títol individual i cinc més en dobles femenins en el circuit WTA, que li van permetre arribar al 24è (2022) i al 15è lloc (2024) en el rànquings mundials respectius.
En categoria júnior va guanyar el US Open l'any 2014 derrotant la kazakh Anhelina Kalinina.
Filla de Mialn i Květa Bouzková, té un germà petit anomenat Benjamin Milan. Va començar a jugar tennis en el club propietat dels seus pares a Praga. Es va traslladar a Florida quan tenia deu anys per entrar a l'acadèmia Bollietieri Academy durant dos anys. Posteriorment va continuar entrenant amb el seu pare. Va estudiar a la Indiana University East on es va graduar l'any 2022 en administració d'empreses.

## Palmarès

### Individual: 8 (2−6)
| 2009 − 2020             | Després de 2021 |
| ----------------------- | --------------- |
| Grand Slam (0−0)        |                 |
| WTA Finals (0−0)        |                 |
| Premier Mandatory (0−0) | WTA 1000 (0−0)  |
| Premier 5 (0−0)         | WTA 1000 (0−0)  |
| Premier (0−0)           | WTA 500 (0−1)   |
| International (0−1)     | WTA 250 (2−4)   |

| Títols per superfície |
| --------------------- |
| Dura (2−5)            |
| Gespa (0−0)           |
| Terra batuda (0−1)    |

| Resultat   | Núm. | Data                 | Torneig                     | Superfície   | Oponent             | Marcador            |
| ---------- | ---- | -------------------- | --------------------------- | ------------ | ------------------- | ------------------- |
| Finalista  | 1.   | 8 de març de 2020    | Monterrey, Mèxic            | Dura         | Elina Svitòlina     | 5−7, 6−4, 4−6       |
| Finalista  | 2.   | 19 de febrer de 2021 | Melbourne, Austràlia        | Dura         | Dària Kassàtkina    | 6−4, 2−6, 2−6       |
| Finalista  | 3.   | 27 de febrer de 2022 | Guadalajara, Mèxic          | Dura         | Sloane Stephens     | 5−7, 6−1, 2−6       |
| Guanyadora | 1.   | 31 de juliol de 2022 | Praga, Txèquia              | Dura         | Anastassia Potàpova | 6−0, 6−3            |
| Finalista  | 4.   | 22 d'octubre de 2023 | Nanchang, Xina              | Dura         | Kateřina Siniaková  | 6−1, 6−7(5), 6−7(4) |
| Finalista  | 5.   | 7 d'abril de 2024    | Bogotà, Colòmbia            | Terra batuda | Camila Osorio       | 3−6, 6−7(5)         |
| Finalista  | 6.   | 4 d'agost de 2024    | Washington DC, Estats Units | Dura         | Paula Badosa        | 1−6, 6−4, 4−6       |
| Guanyadora | 2.   | 26 de juliol de 2025 | Praga (2)                   | Dura         | Linda Nosková       | 2−6, 6−1, 6−3       |

### Dobles femenins: 9 (6−3)
| 2009 − 2020             | Després de 2021 |
| ----------------------- | --------------- |
| Grand Slam (0−0)        |                 |
| WTA Finals (0−0)        |                 |
| Premier Mandatory (0−0) | WTA 1000 (1−0)  |
| Premier 5 (0−0)         | WTA 1000 (1−0)  |
| Premier (0−0)           | WTA 500 (0−1)   |
| International (0−1)     | WTA 250 (5−1)   |

| Títols per superfície |
| --------------------- |
| Dura (3−2)            |
| Gespa (2−0)           |
| Terra batuda (1−1)    |

| Resultat   | Núm. | Data                 | Torneig                  | Superfície   | Parella               | Oponents                            | Marcador            |
| ---------- | ---- | -------------------- | ------------------------ | ------------ | --------------------- | ----------------------------------- | ------------------- |
| Finalista  | 1.   | 16 d'agost de 2020   | Lexington, Estats Units  | Dura         | Jil Teichmann         | Hayley Carter Luisa Stefani         | 1−6, 5−7            |
| Finalista  | 2.   | 11 d'abril de 2021   | Charleston, Estats Units | Terra batuda | Lucie Hradecká        | Nicole Melichar Demi Schuurs        | 2−6, 4−6            |
| Guanyadora | 1.   | 20 de juny de 2021   | Birmingham, Regne Unit   | Gespa        | Lucie Hradecká        | Ons Jabeur Ellen Perez              | 6−4, 2−6, [10−8]    |
| Guanyadora | 2.   | 18 de juliol de 2021 | Praga, Txèquia           | Dura         | Lucie Hradecká        | Viktória Kužmová Nina Stojanović    | 7−6(4), 6−4         |
| Guanyadora | 3.   | 24 d'abril de 2022   | Istanbul, Turquia        | Terra batuda | Sara Sorribes Tormo   | Natela Dzalamidze Kamilla Rakhimova | 6−3, 6−4            |
| Guanyadora | 4.   | 8 d'octubre de 2023  | Pequín, Xina             | Dura         | Sara Sorribes Tormo   | Chan Hao-ching Giuliana Olmos       | 3−6, 6−0, [10−4]    |
| Guanyadora | 5.   | 15 d'octubre de 2023 | Seül, Corea del Sud      | Dura         | Bethanie Mattek-Sands | Luksika Kumkhum Peangtarn Plipuech  | 6−2, 6−1            |
| Finalista  | 3.   | 7 de gener de 2024   | Auckland, Nova Zelanda   | Dura         | Bethanie Mattek-Sands | Anna Danilina Viktória Hrunčáková   | 3−6, 7−6(5), [8−10] |
| Guanyadora | 6.   | 28 de juny de 2025   | Eastbourne, Regne Unit   | Gespa        | Anna Danilina         | Hsieh Su-wei Maya Joint             | 6−4, 7−5            |

## Trajectòria

### Individual
| Open d'Austràlia | A   | Q3  | Q1   | 1R   | 1R    | 2R    | 1R    | 1R    | 1R | 0 / 6     | 1 – 6     |
| Roland Garros | A   | Q2  | 1R   | 1R   | 1R    | 2R    | 1R    | 3R    | 3R | 0 / 7     | 5 – 6     |
| Wimbledon | Q2  | Q2  | 2R   | NC   | 1R    | QF    | 4R    | 2R    |    | 0 / 5     | 9 – 5     |
| US Open | Q1  | 1R  | 1R   | 1R   | 1R    | 2R    | 3R    | 2R    |    | 0 / 7     | 4 – 7     |
| Total Victòries−Derrotes | 0−2 | 1−3 | 9−10 | 9−10 | 15−20 | 29−13 | 24−22 | 18−16 |    | 112 – 105 | 112 – 105 |
| Rànquing a final d'any | 187 | 142 | 57   | 51   | 89    | 26    | 34    | 45    |    |           |           |
| Llegenda: G: Guanyadora; F: Finalista; SF: Semifinalista; QF: Quarts de final; Q: Qualificació; A: Absent; RR: Round Robin; |     |     |      |      |       |       |       |       |    |           |           |

### Dobles femenins
| Open d'Austràlia | A   | 1R  | 1R    | 2R   | 2R    | 1R  | 1R | 0 / 6   | 1 – 6   |
| Roland Garros | A   | 2R  | 1R    | A    | QF    | 2R  | A  | 0 / 4   | 5 – 4   |
| Wimbledon | A   | NC  | QF    | 2R   | SF    | 2R  |    | 0 / 4   | 9 – 4   |
| US Open | A   | A   | QF    | A    | A     | 3R  |    | 0 / 2   | 5 – 2   |
| Total Victòries−Derrotes | 1−4 | 7−7 | 24−13 | 12−7 | 20−12 | 2−2 |    | 66 – 45 | 66 – 45 |
| Rànquing a final d'any | 209 | 109 | 34    | 73   | 23    |     |    |         |         |
| Llegenda: G: Guanyadora; F: Finalista; SF: Semifinalista; QF: Quarts de final; Q: Qualificació; A: Absent; RR: Round Robin; |     |     |       |      |       |     |    |         |         |